# یواخیم بیورکلوند
یواخیم بیورکلوند (انگلیسی: Joachim Björklund؛ زادهٔ ۱۵ مارس ۱۹۷۱) بازیکن سابق فوتبال اهل سوئد است که در پست مدافع میانی بازی می‌کرد. او در حال حاضر کمک مربی سارپسبورگ ۰۸ در لیگ برتر فوتبال نروژ است.
وی همچنین در تیم‌های ملی فوتبال زیر ۲۱ سال سوئد، زیر ۲۱ سال سوئد، زیر ۲۱ سال سوئد و سوئد بازی کرده‌است.
وی در مسابقات کشوری و بین‌المللی در مجموع برندهٔ ۱ مدال برنز شده‌است.